# Paso de Cortés (bergspass)
Paso de Cortés är ett bergspass i Mexiko.   Det ligger i delstaten Tlaxcala, i den sydöstra delen av landet, 60 km sydost om huvudstaden Mexico City. Paso de Cortés ligger 3 665 meter över havet.
Terrängen runt Paso de Cortés är bergig åt sydväst, men åt nordost är den kuperad. Runt Paso de Cortés är det ganska tätbefolkat, med 248 invånare per kvadratkilometer. Närmaste större samhälle är Amecameca de Juárez, 14,7 km väster om Paso de Cortés. I omgivningarna runt Paso de Cortés växer i huvudsak blandskog.